# Erazm Łukasz Kasprowicz
Erazm Łukasz Kasprowicz (ur. 1 czerwca 1835 w Zagórzu pod Częstochową, zm. 22 listopada 1922 w Lipsku) – redaktor i wydawca polskich książek na obczyźnie.

## Początki kariery
Erazm Kasprowicz, mając niespełna trzynaście lat, zaczął praktykę w księgarni D. E. Friedleina w Krakowie. W księgarni pracował do 1854 r. W tym też roku wyjechał do Lipska i podjął współpracę z polskim wydawcą Janem Nepomucenem Bobrowiczem. Pracował z nim do roku 1859, czyli do likwidacji księgarni. Wówczas zaczął pracę w znanej i renomowanej firmie wydawniczo-księgarskiej F. A. Brockhausa na stanowisku pomocnika księgarskiego, w dziale zagranicznym księgarni sortymentowej. Kasprowicz wpadł na pomysł wydawania i sprzedawania książek słowiańskich, a właściciele niemieckiej firmy szybko go zrealizowali. 
W roku 1860 zaczęła ukazywać się Biblioteka Pisarzy Polskich – w jednolitej postaci, w formacie szesnastki, w płóciennej oprawie z patriotycznym emblematem. Z drukarni wyszło łącznie 81 tomów serii (Kasprowicz później we własnej drukarni wydał jeszcze dwa - 82 i zamykający serię - 83 tom). Kierującym pracami nad serią był oczywiście Erazm Kasprowicz. Kolekcja szybko zjednała sobie czytelników pośród emigrantów politycznych z Polski. 

## Rozkwit kariery
W roku 1863 wyruszył do Polski, kiedy dotarły do niego informacje o szykowanym powstaniu styczniowym. 
Niestety, obserwowany przez policję galicyjską, a następnie pruską, zmuszony był osiedlić się w Galicji Wschodniej, gdzie przez pewien czas pełnił obowiązki administratora majątku hrabiego Seweryna Uruskiego.
Po upadku powstania, Kasprowicz wrócił do Lipska i natychmiast przystąpił do pracy u Brockhausa. Zorganizował centrum importu, ekspedycji i sprzedaży książek w językach słowiańskich. Już wkrótce centrala rozwinęła się - nie tylko pod względem wzrostu dochodów, ale i coraz szerszego kręgu odbiorców.
Mimo finansowych sukcesów firmy, Erazm Kasprowicz był wynagradzany na poziomie średniej płacy pomocnika księgarskiego. Pracował 8-9 godzin dziennie, podejmując również wiele prac korektorskich, redaktorskich i tłumacza sądowego. 

## Prywatna księgarnia
W roku 1864 Kasprowicz rozesłał drukowany cyrkularz, zawiadamiając tym samym o rozpoczęciu działalności własnego przedsiębiorstwa księgarskiego w Lipsku pod nazwą "Slavische Buchhandlung". 
Początkowo firma działała jako wydawnictwo, a od stycznia 1865 r. również jako księgarnia sortymentowa i antykwariat. 
Kasprowicz drukował przede wszystkim druki polityczne, których nie chciał drukować Brockhaus, m.in. Bard Oswobodzonej Polski, pierwszy tom Kapitału Karola Marksa i wiele innych. 
Katalog wydawnictw, uzupełniany ręcznie dopisywanymi tytułami, w połowie 1913 r. podawał liczbę 57 tytułów polskich, w tym książek historycznych, politycznych, monografii i broszurek. 
Kasprowicz wpadł na pomysł utworzenia w Lipsku centrali handlu książką, opartej na kapitale polskim, mającej zastąpić pośrednictwo niemieckie między Słowiańszczyzną a Zachodem. Projekt, mimo przychylności historyka Józefa Plebańskiego i powieściopisarza Józefa Ignacego Kraszewskiego nie został jednak zrealizowany.

## Schyłek życia
Kasprowicz, prowadząc prywatną firmę, nie przestał być pracownikiem Brockhausa. Przepracował w niej ok. 50 lat, do roku 1909, kiedy rehabilitacja po ciężkiej operacji nie pozwalała na tak aktywne życie zawodowe. Natomiast firma Kasprowicza przetrwała aż do jego śmierci w 1922 r. W 1923 r. przeprowadzono likwidację księgarni – wydawnictwa odkupiła firma wydawnicza W. Ładyżnikowa w Berlinie.

## Spis najważniejszych publikacji
- "Biblioteka Pisarzy Polskich" – Brockhaus, 1860 r., dwa ostatnie tomy wydał we własnej firmie.
- "Bibliografia Polska. Wykaz wszelakich tworów literatury polskiej" miesięcznik – Brockhaus.
- "Kapitał" K. Marksa – Slavische Buchhandlung, 1884 r.
- "Emigracja polska od r. 1831-1863. Rys historyczny" W. Heltman – Slavische Buchhandlung, 1865 r.